# クローム襲撃
『クローム襲撃』（クロームしゅうげき、原題：Burning Chrome）は、ウィリアム・ギブスンによる短編SF小説、およびそれを表題作とする短編集。短編集は1986年に初版出版、日本語版の発売は1987年。
表題作の「クローム襲撃」は『ニューロマンサー』の原型として知られる。

## 概要
- 序文：ブルース・スターリング
- 「記憶屋ジョニィ」（Johnny Mnemonic） 1981年発表
若き日のモリィが登場する。この話の結末は『ニューロマンサー』で語られる。1995年『JM』としてキアヌ・リーブス主演で映画化。
- 「ガーンズバック連続体」（The Gernsback Continuum） 1981年発表
- 「ホログラム薔薇のかけら」（Fragments of a Hologram Rose） 1977年発表
- 「ふさわしい連中」（The Belonging Kind） 1981年発表
ジョン・シャーリイと共著。
- 「辺境」（Hinterlands） 1981年発表
- 「赤い星、冬の軌道」（Red Star, Winter Orbit） 1983年発表
ブルース・スターリングと共著。
- 「ニュー・ローズ・ホテル」（New Rose Hotel） 1984年発表
1998年に小説と同名の『ニューローズホテル』として映画化。
- 「冬のマーケット」（The Winter Market） 1985年発表
- 「ドッグファイト」（Dogfight） 1985年発表
マイクル・スワンウィックと共著。
- 「クローム襲撃」（Burning Chrome） 1982年発表
『ニューロマンサー』の原型と言われる。